# 5 Kompania Artylerii Pieszej
5 Kompania Artylerii Pieszej (5 kap) – pododdział artylerii pieszej Wojska Polskiego II RP.
Na podstawie rozkazu wykonawczego L. dz. 470/Art. Org. Mob. Tjn. o nowej organizacji artylerii na stopie pokojowej z 15 maja 1924 roku przy 5 pułku artylerii ciężkiej w Krakowie została sformowana Kompania Artylerii Pieszej Nr 5 w składzie dwóch baterii po dwie rosyjskie haubice wz. 1910. Kompania była jednostką wyszkoleniową. Pod względem administracyjnym i mobilizacyjnym kompania była pododdziałem 5 pac na prawach dywizjonu detaszowanego. Z dniem 15 lipca 1924 roku do 5 kap zostali przydzieleni oficerowie 5 pac: kpt. Henryk Mitschke na stanowisko p.o. dowódcy kompanii oraz kpt. Feliks II Olszewski, por. Aleksander Krzyżanowski i por. Kazimierz Stanisław Franciszek Habura. Na rozkazu wykonawczego L. dz. 2200 Og. Org. o organizacji artylerii na stopie pokojowej na rok 1926/27 z 27 listopada 1925 kompania została zlikwidowana.  
Kompania składała się z drużyny dowódcy i dwóch baterii. Drużyna dowódcy kompanii liczyła 4 oficerów i 51 szeregowych oraz 7 koni wierzchowych i 16 koni artyleryjskich. W drużynie dowódcy znajdował się jego poczet oraz sekcja łączności, oddział zaprzęgowy i funkcyjni. Każda z baterii liczyła 2 oficerów i 27 szeregowych oraz 3 konie wierzchowe.
Na przełomie 1924 i 1925 służbę w 5 kap pełniło służbę sześciu oficerów artylerii, będących oficerami nadetatowymi 5 pac:
- kpt. Henryk Mitschke,
- kpt. Feliks II Olszewski,
- por. Aleksander Krzyżanowski,
- por. Kazimierz Stanisław Franciszek Habura,
- por. Marian Wacław Mystkowski (od IX 1924[5]),
- por. Henryk Sękowski (od XI 1924[6])[7].

Likwidacja kompanii nie oznaczała zmian w zadaniach mobilizacyjnych nałożonych na 5 pac. Zgodnie z obowiązującym wówczas planem mobilizacyjnym „S” pułk był odpowiedzialny za przygotowanie i przeprowadzenie mobilizacji 51 kompanii artylerii pieszej. Kompania miała osiągnąć gotowość 12 dnia mobilizacji. W jej skład wchodziły trzy baterie, a w każdej z nich dwa ciężkie działa rosyjskie. Na początku lat 30. XX wieku kompania została skreślona z tabeli mobilizacyjnej 5 pac. Powodem skreślenia tej i pozostałych kompanii z tabel mobilizacyjnych było przede wszystkim zużycie sprzętu i niebezpieczna amunicja.